# Valérien Magni
Valérien Magni (Milan, 11 octobre 1587 - Salzbourg, 29 juillet 1661) est un religieux capucin, prédicateur et diplomate italien.

## Biographie
Né à Milan en 1587 d’une famille illustre, il fut élevé aux emplois les plus importants de son ordre. Le pape Urbain VIII, instruit de son mérite, le fit chef des missions du Nord, emploi dont il s'acquitta avec autant de succès que de zèle. Il prêcha en Bohême, Pologne et Autriche, et est notamment à l'origine de la conversion du Landgraf Ernest de Hesse en 1652. Ce fut par son conseil que Urbain VIII abolit l'ordre des Jésuitesses en 1631. Ladislas IV roi de Pologne demanda un chapeau de cardinal pour lui mais les Jésuites avec lesquels il était brouillé empêchèrent qu'on ne l'honorât de la pourpre. L'occasion de ses querelles avec les Jésuites n'est pas bien connue ; ce qu'il y a de sûr, c'est que le Père Magni avait essayé sa plume contre la morale laxiste de plusieurs théologiens de la Société. Ses ennemis lui firent défendre d'écrire par le pape Alexandre VII. Le Capucin ne crut pas devoir obéir à cette défense et il publia quelque temps après son Apologie. Les Jésuites irrités le déférèrent comme hérétique et prirent pour prétexte de leur accusation qu’il avait avancé que la primauté et l'infaillibilité du Pape n'étaient pas fondées sur l'Écriture. On le mit en prison à Vienne et il n'obtint sa liberté que par la faveur de Ferdinand III. Il meurt à Salzbourg, alors qu'il se rendait à Rome.
Magni se déclara ouvertement adversaire de la philosophie péripatéticienne, qu'il combattit dans différents ouvrages. Son œuvre philosophique est extrêmement autonome par rapport aux tendances scolaires de l'époque. Avare en citations, il connaissait bien Aristote, Augustin, Bonaventure, les platoniciens de la Renaissance, la philosophie scolastique de son temps (il fut en particulier en rapport avec Juan Caramuel y Lobkowitz durant le séjour à Prague de ce dernier) ainsi que Galilée, Mersenne et Descartes. Il développe une philosophie des idées très platonisante. En histoire des sciences, il est une figure importante dans les controverses sur la possibilité du vide : dans son opuscule paru à Varsovie en 1647, il démontre la possibilité de la création expérimentale du vide.

## Œuvres

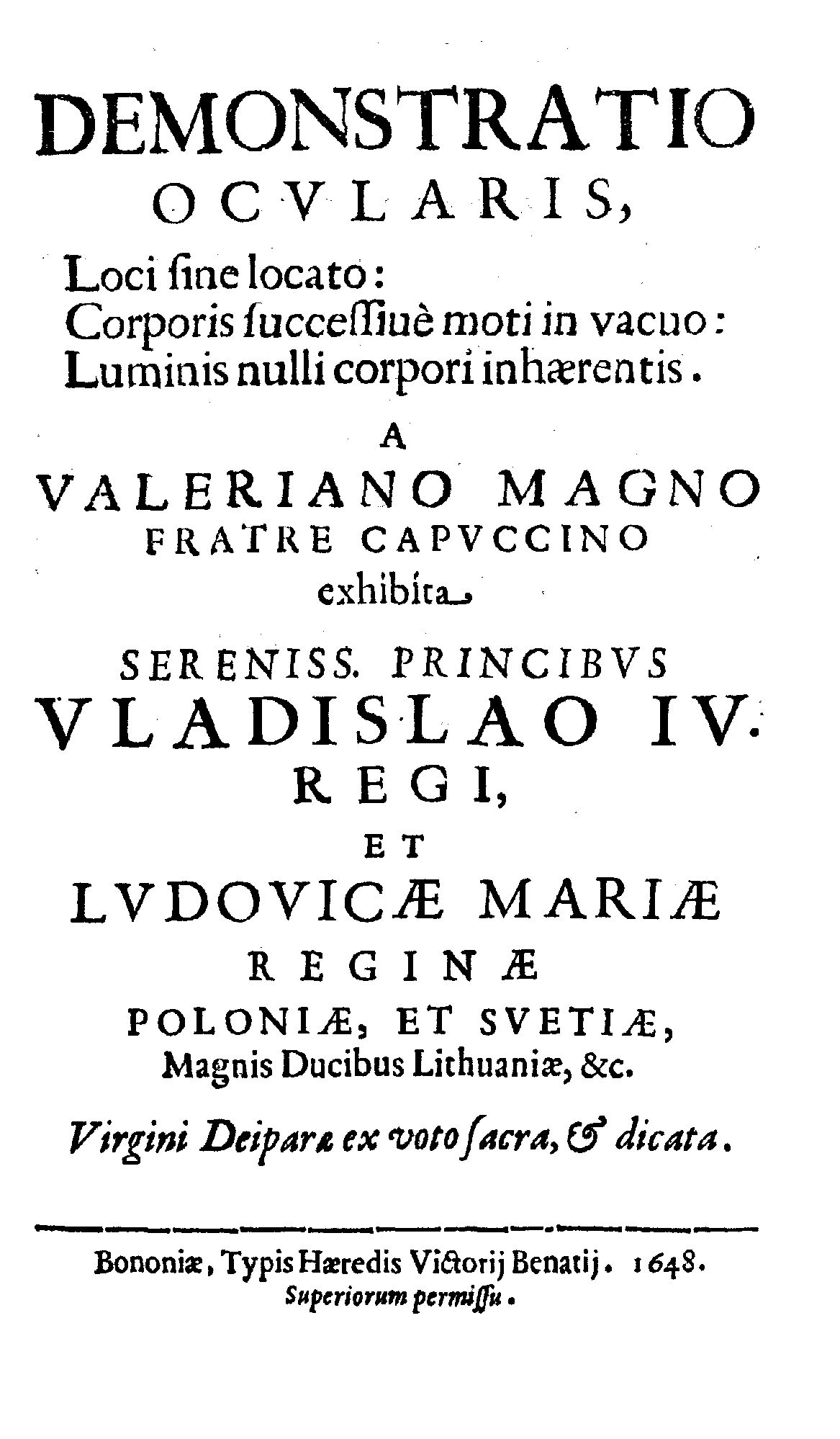
Demonstratio ocularis, loci sine locato, corporis successive moti in vacuo, luminis nulli corpori inhaerentis, Bononiae, 1648.

- Apologia contra imposturas Jesuitarum, 1661.
- Christiana et catholica defensio adversus Societatem Jesu, 1661.
- Opus philosophicum, 1660
- Commentarius de homine infami personato sub titulis Iocosi Severi Medii, 1654.
- Concussio fundamentorum ecclesiae catholicae, iactata ab Herm. Conringi…, 1654.
- Conringiana concussio Sanctissimi in Christo papae catholici retorta…, 1654.
- Echo Absurditatum Ulrici de Neufeld Blesa, 1646.
- Epistola ... de responsione H. Conringii, 1654.
- Epistola Valeriani Magni Fratris Capucini…, 1654.
- Epistola de quaestione utrum Primatus Rom. Pontificis…, 1653.
- Principia et specimen philosophiae, 1652.
- Acta disputationis habitae Rheinfelsae apud S. Goarem, 1652.
- Organum theologicum, 1643.
- Methodus convincendi et revocandi haereticos, 1643.
- De luce mentium, 1642.
- Judicium de catholicorum ei acatholicorum regula credendi, 1628, 1641.
- Demonstratio ocularis, loci sine locato: corporis successiuè moti in vacuo..., Bononiae, typis haeredis Victorij Benatij, 1648 (lire en ligne).